# Ptilometra australis
Espèce
Ptilometra australis est une espèce australienne de comatules de la famille des Ptilometridae.

## Répartition
Ptilometra australis est endémique d'Australie.

## Systématique
Le nom valide complet (avec auteur) de ce taxon est Ptilometra australis (Wilton (d), 1843).
L'espèce a été initialement classée dans le genre Encrinus sous le protonyme Encrinus australis Wilton, 1843,.
Ptilometra australis a pour synonymes :
- Encrinus australis Wilton, 1843
- Ptilometra muelleri (AH Clark, 1909)
- Ptilometra mülleri AH Clark, 1909

### Publication originale
- (en) Rev. C. Pleydell N. Wilton, « On a new species of encrinite (Encrinus Australis) », Tasmanian Journal of Natural Science, vol. 2, no 7,‎ 1843, p. 118-120 (lire en ligne).